# Helmskink
De helmskink (Tribolonotus gracilis) is een hagedis uit de familie skinken (Scincidae). De wetenschappelijke naam van de hagedis werd voorgesteld door Nelly de Rooij in 1909. De soort behoort tot de helmskinken uit het geslacht Tribolonotus.

## Uiterlijke kenmerken
De lichaamskleur is bruin tot grijs, het lichaam is bezet met vier rijen doornachtige schubben op rug en staart. De kop is benig en driehoekig van vorm, rondom de ogen is een opvallende, helderoranje ring aanwezig. De voetzolen en buik bevatten klieren die vermoedelijk dienen voor het verspreiden van geurstoffen en worden waarschijnlijk ook gebruikt als een vorm van communicatie. De totale lichaamslengte inclusief staart is maximaal 25 centimeter.

## Levenswijze
De helmskink is een traag dier dat zicht verbergt in de strooisellaag. Als de skink blootstaat aan stress, geeft hij een luide schreeuw, waarna een verstarring intreedt en het dier zich dood houdt.
Mannetjes zijn territoriaal ingesteld en vechten met elkaar voor de vrouwtjes. Vrouwtjes kunnen ook hun territorium verdedigen. Per legsel wordt slechts een enkel ei afgezet in rottend strooisel. Van in gevangenschap gehouden exemplaren is beschreven dat een leeftijd van 10 jaar kan worden bereikt.

## Verspreiding en habitat
De skink komt endemisch voor in Nieuw-Guinea. De biotoop bestaat voornamelijk uit tropische wouden maar ze worden ook aangetroffen in bevolkte gebieden.